# Società psicoanalitica italiana
La Società Psicoanalitica Italiana – acronimo SPI – è una associazione scientifico-professionale, la più antica società italiana di psicoanalisi.

## Storia
La SPI fu fondata nominalmente a Teramo il 7 giugno 1925 dallo psichiatra italiano Marco Levi Bianchini, libero docente presso l'Università di Napoli e direttore dell'ospedale psichiatrico di Teramo. Ma fu costituita effettivamente solo nel 1932 dallo psicoanalista triestino Edoardo Weiss - che nello stesso anno, fonda la Rivista italiana di psicoanalisi - e da alcuni suoi allievi.
Nel 1936 la SPI entra a far parte – in qualità di società componente – dell'International Psychoanalytical Association (IPA).
A causa della promulgazione delle Leggi razziali fasciste, la SPI si scioglie nel 1938. Fu ricostituita la terza volta nel 1946, essendo ormai decaduto il regime fascista di Mussolini, dagli allievi di Weiss, Nicola Perrotti ed Emilio Servadio, da Cesare Musatti, allievo di Vittorio Benussi e da Alessandra Tomasi Di Palma.
Nel 1948 Nicola Perrotti fonda la rivista "Psiche", ma è solo nel 1991 che la rivista diventa ufficialmente una pubblicazione della SPI.
Il primo sviluppo dell'associazione avviene negli Cinquanta, grazie a figure di spicco nel panorama psicoanalitico dell'epoca come appunto Cesare Musatti, Nicola Perrotti, Claudio Modigliani, Emilio Servadio e Alessandra Tomasi Di Palma.
L'evoluzione della società tra gli anni Sessanta e Settanta avviene nelle discussioni sull'utilità o meno dei manicomi, con la promulgazione infine della Legge 180 per opera di Franco Basaglia, ma anche grazie al mutato atteggiamento nella comprensione e nel modo di rapportarsi al disagio psichico.
Tali sviluppi sono caratterizzati dai cambiamenti dello statuto dell'associazione avvenuti nel 1961, 1974 e 1992.
Attualmente la SPI, con 942 soci, è in Europa la seconda società di psicoanalisi per grandezza. L'assetto odierno vede l'associazione suddivisa in due settori principali: quello scientifico (11 centri coordinati dalla commissione scientifica nazionale) e quello formativo (4 sezioni locali coordinate dalla commissione nazionale).
La SPI fa inoltre parte della European Psychoanalytical Federation (EPF), associazione che raccoglie le società europee che appartengono all'IPA (International Psychoanalytical Association).

## Premio Cesare Musatti
La SPI istituisce il 30 maggio 1997 il premio Cesare Musatti, che attribuisce: [...] un pubblico riconoscimento a figure italiane o straniere del mondo della cultura e del giornalismo che hanno contribuito, con la loro ricerca in ambiti affini a quelli della Psicoanalisi e con la qualità dei loro scritti, anche di alta divulgazione o in ambito giornalistico, allo sviluppo della Psicoanalisi e alla diffusione delle sue caratteristiche e finalità nel mondo culturale, nonché a una corretta interpretazione.

## Alcuni soci notori della SPI
- Stefano Bolognini
- Francesco Corrao
- Franco Fornari
- Giovanni Hautmann
- Marco Levi Bianchini
- Davide Lopez
- Ignacio Matte Blanco
- Cesare Musatti
- Luciana Nissim Momigliano
- Nicola Perrotti
- Emilio Servadio
- Alessandra Tomasi Di Palma
- Edoardo Weiss